# Bet Shemesh
Bet Shemesh (en hébreu : בית שמש ; parfois aussi orthographié Beït Shemesh ou Beth Shemesh) est une ville du district de Jérusalem en Israël, situé à environ 30 kilomètres à l'ouest de Jérusalem. 

## Histoire
Le site moderne a été fondé en 1950 ; les autorités y établirent un camp de transit (en hébreu ma'abara) pour les immigrants juifs. C'est la première des "villes de développement" créée dans l'État hébreu.
Le site ancien de Bet Shemesh (« maison du Soleil » en hébreu) était ainsi nommé du fait de la vénération d'une déesse cananéenne du soleil, Shemesh. Les ruines de la ville des temps bibliques se trouvent sur le tell de Bet Shemesh, dans la ville moderne.
La ville fut endeuillée en 1997 par le massacre de sept écolières par un soldat jordanien lors d'une excursion près de la frontière jordanienne.

## Politique
En 2018, Aliza Bloch est élue maire de Bet Shemesh face au maire sortant Moshe Aboutboul.
En 2024, Shmuel Greenberg l'emporte face à la maire sortante Aliza Bloch.
Lors des élections législatives de 2022, 60 % des habitants ont voté pour des partis ultraorthodoxes (39 % pour Judaïsme unifié de la Torah et 21 % pour Shas).

## Démographie
La communauté haredi représente plus de la moitié de la population.
La ville est en pleine expansion. Le vieux Bet Shemesh s'est vu ajouté de nouveaux quartiers surnommés Ramat (Colline). Ainsi il y a Ramat Aleph, Ramat Bet, Ramat Guimel et Bientôt Guimel 2, Daleth et Hé (Nevé Shamir).
Bet Shemesh accueille de nombreux nouveaux immigrants (Olim Hadachim) du monde entier: Etats-Unis, France, Russie, Ethiopie, Afrique du Sud, Canada et d'autres pays.

## Dans les environs
- Grotte de Soreq
- bornes milliaires romaines
- le dit tombeau de Samson à Khirbet A'selin
- American Independence Park dans les monts de Judée פארק עצמאות ארצות הברית
- Le parc Adoulam, ou « parc de France »
- Le Mémorial de la Déportation des Juifs de France à Roglit
- Domaine de Beit Jamal (ou Bet Gemal), appartenant aux salésiens
- Monastère de Deir Rafat
- Tell Bet Shemesh, un site de production de fer daté de -900[5], ce qui en fait parmi les vestiges de bas fourneaux les plus anciens au monde

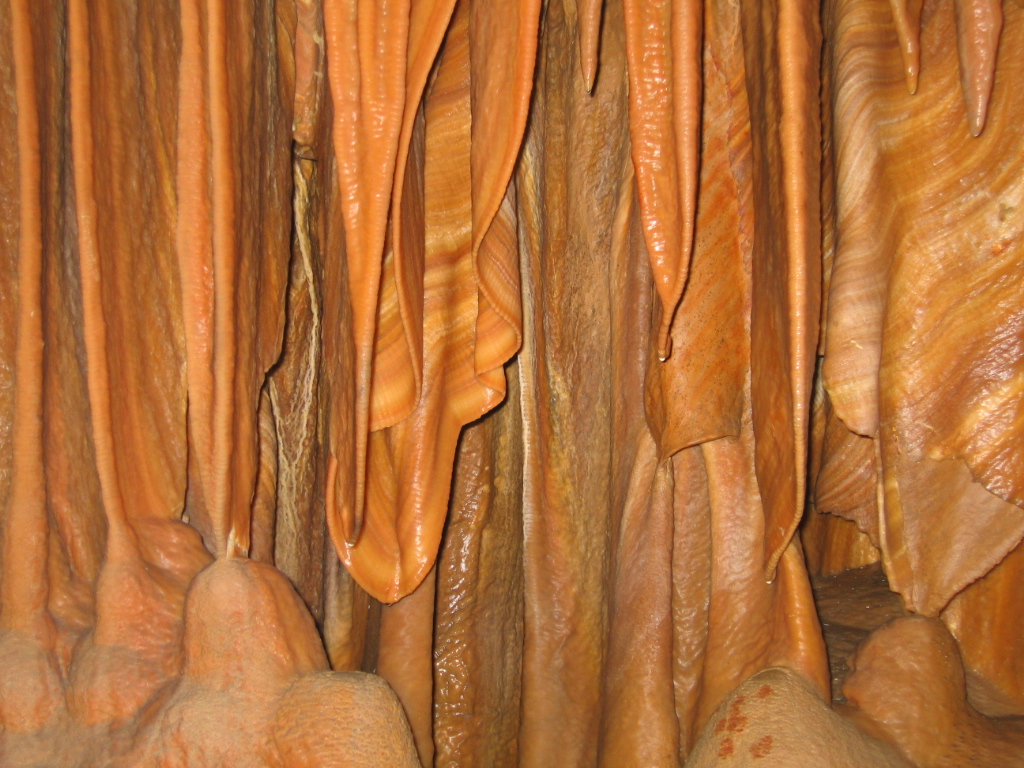
Grotte de Soreq
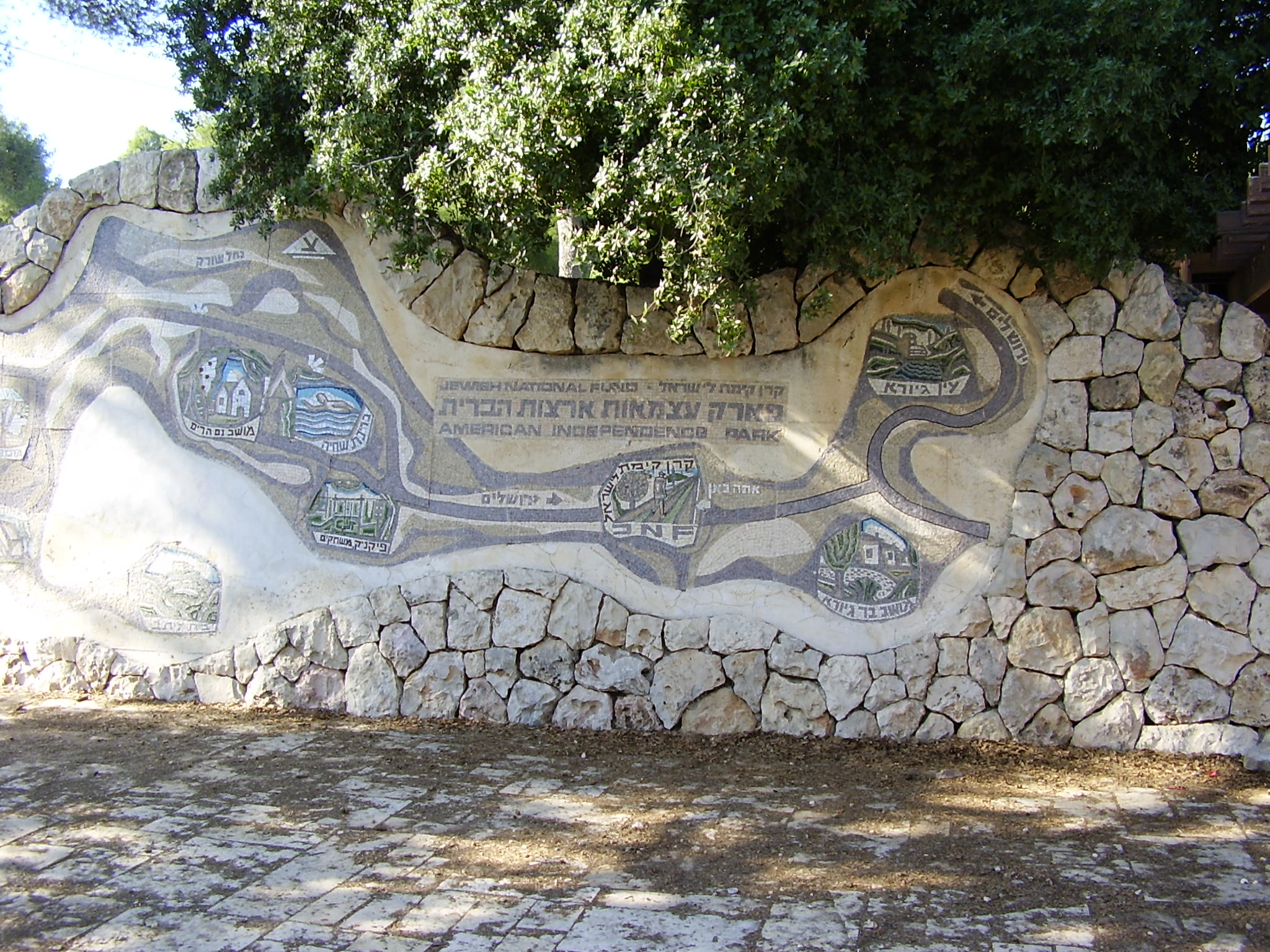
Parc de l'indépendance américaine
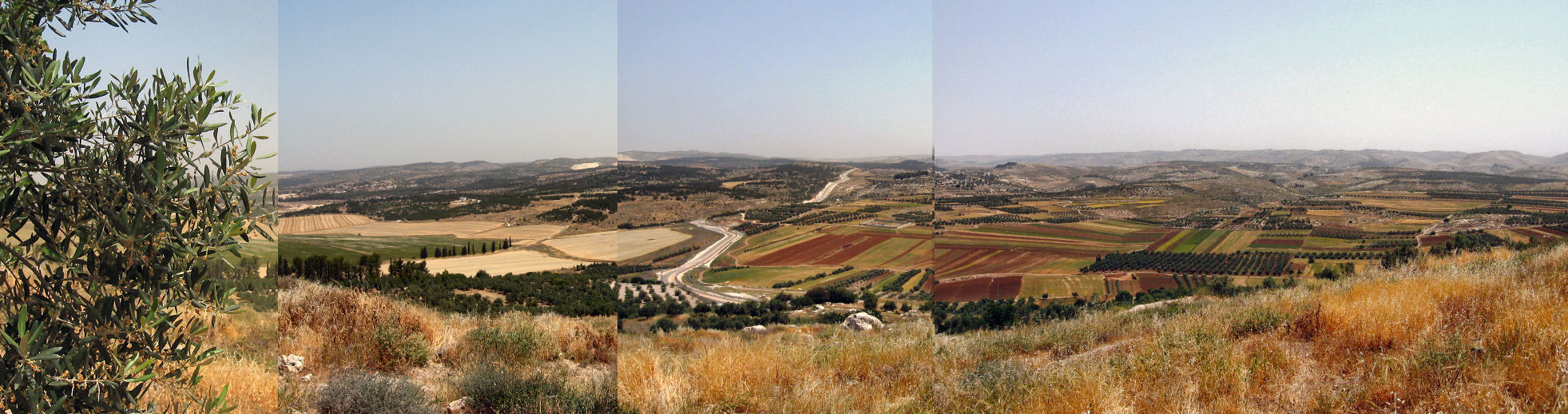
parc Adoulam
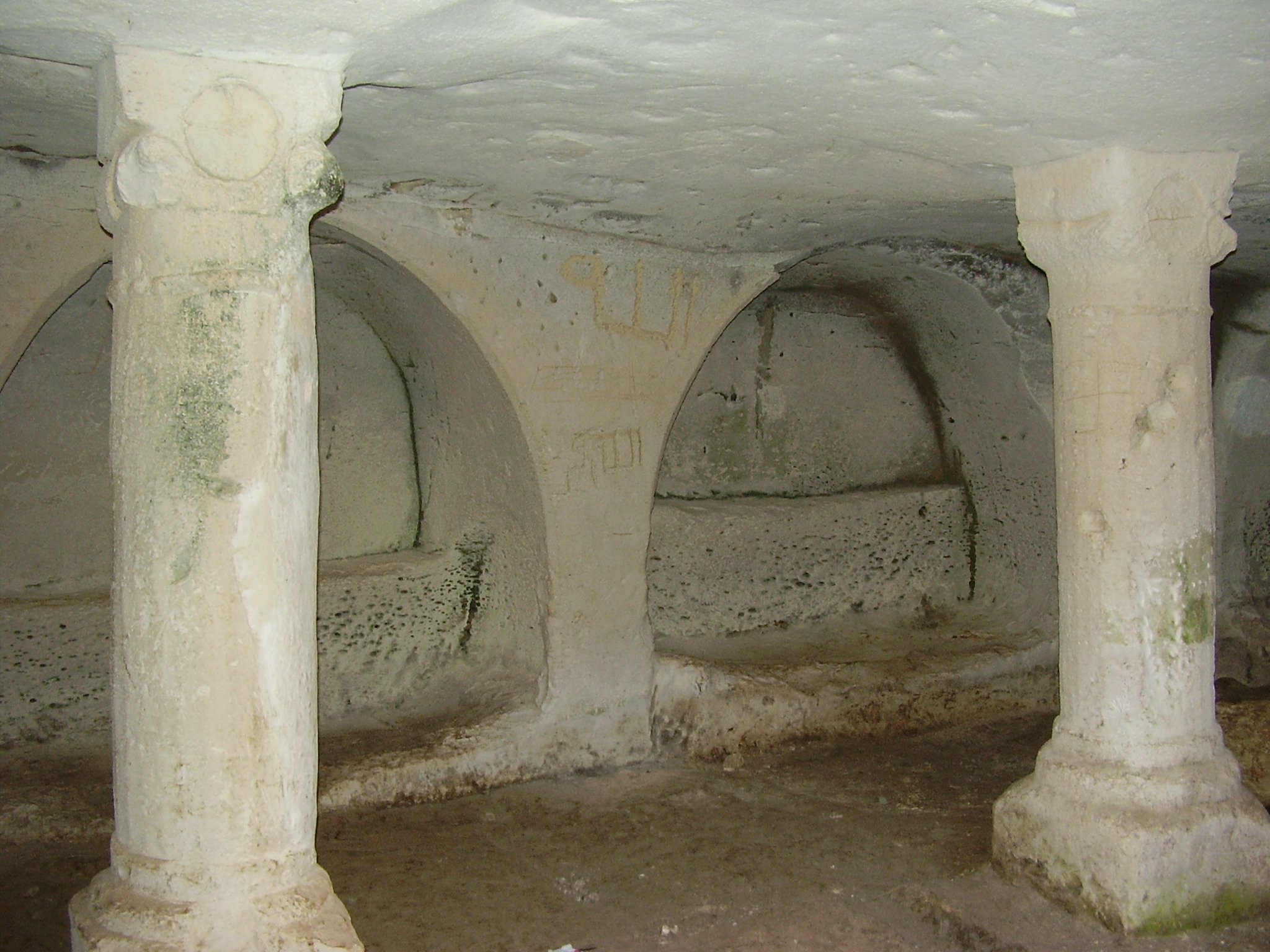
Khirbat Umm Burj dans le parc Adoulam
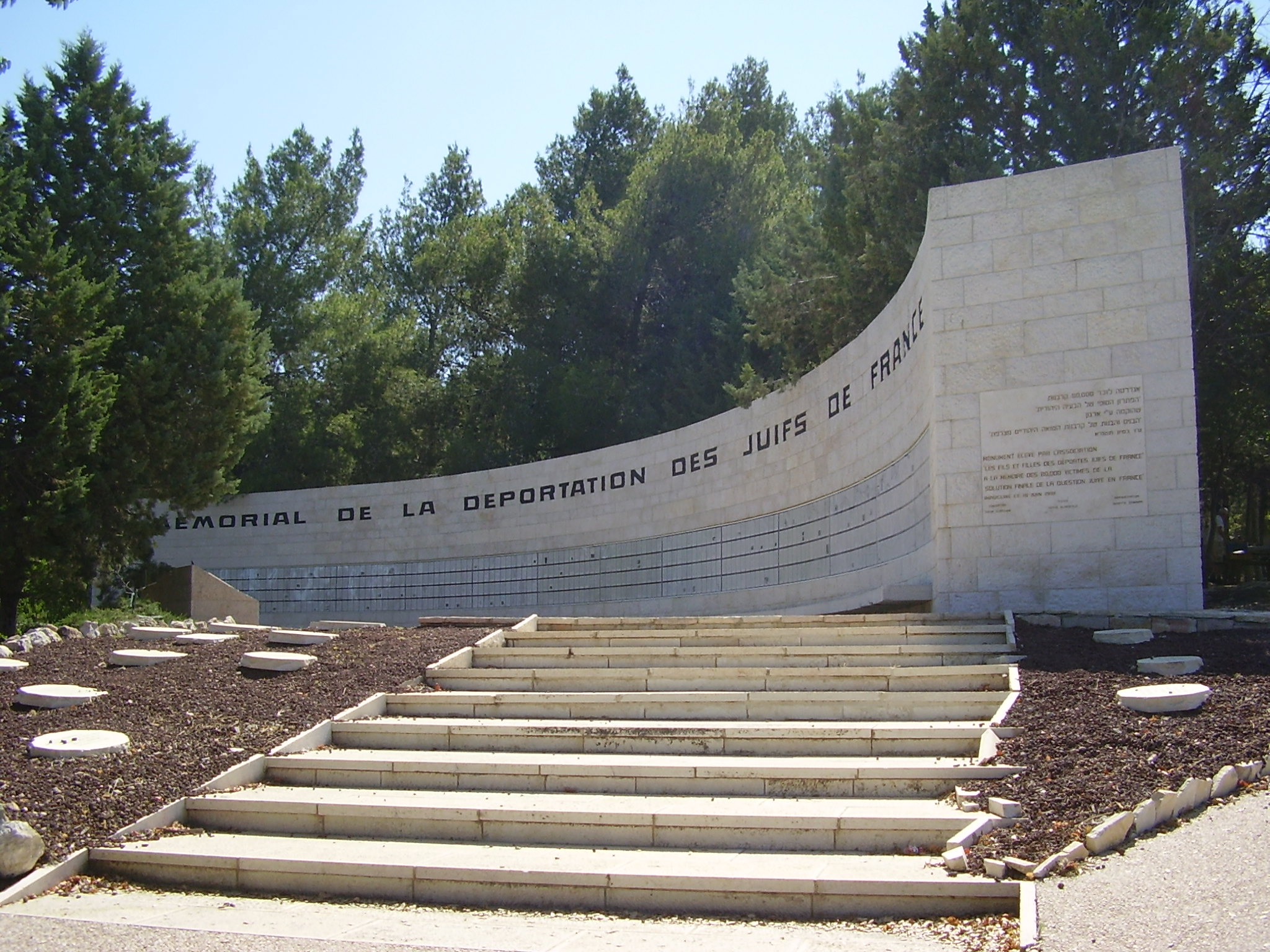
Memorial de la déportation des juifs de France